# Bulbophyllum orohense
Bulbophyllum orohense là một loài phong lan thuộc chi Bulbophyllum.